# Step on a Bug
Step on a Bug é o único álbum de estúdio da banda The U-Men. Ele foi lançado em 1988 pela Black Label Records.

## Canções
1. "Whistlin' Pete"
2. "2 X 4"
3. "A Three Year Old Could Do That"
4. "Juice Party"
5. "Flea Circus"
6. "Too Good To Be Food"
7. "Willie Dong Hurts Dogs"
8. "Papa Doesn't Love His Children Anymore"
9. "Pay The Bubba"
10. "Solid Action"
11. "Dig It A Hole"